# Nezavisno društvo novinara Vojvodine
Nezavisno društvo novinara Vojvodine (ili kraće NDNV) je neovisno društvo profesionalnih novinara sa sjedištem u Novom Sadu. Predstavlja najstariju neovisnu udrugu novinara na prostoru bivše Jugoslavije, koja je 1990. godine nastala kao izraz revolta protiv ratnohuškačke politike koju je u medijima započeo Miloševićev režim.
Članovi društva su novinari zaposleni u dnevnim i lokalnim novinama, stručnim časopisima, radio stanicama, televiziji.

## Povijest
NDNV je nevladina organizacija novinara osnovana 17. siječna 1990. godine u Novom Sadu, kao prva organizacija te vrste u SFR Jugoslaviji. Osnivačka skupština je održana u sali Srpskog narodnog kazališta u Novom Sadu, a novoutemeljenoj organizaciji tom je prigodom pristupilo 270 novinara iz gotovo svih vojvođanskih medija.
Kada je započeo raspad SFRJ 1991. godine, mediji u Srbiji su prestali istinito izvještavati, pa su novinari NDNV-a svakodnevno iz svojih prostorija Novosađanima, uz pomoć razglasa, čitali vijesti koje nisu smjele biti objavljene u medijima. Akcija se zvala "Prozor", a često se događalo da se ispod prozora NDNV-a okupi i po nekoliko tisuća ljudi. Bio je to istovremeno i kolektivni prosvjed protiv rata i neistinitog izvješćivanja. Upravo zbog toga, NDNV je od osnivanja pa do 2000. godine režim Slobodana Miloševića proglašavao "produženom rukom stranih sila". Godine 1992. NDNV je počeo objavljivati Vojvođanski građanski list "Nezavisni", koji je tijekom cjelokupnog svog izlaženja (prestao izlaziti 2002. godine) imao izrazito građansku, antinacionalističku i antiratnu orijentaciju. 
Nakon pada režima 2000. godine, rad NDNV-a se smanjio, ali je nekoliko novinara 2004. godine pokrenulo revitalizaciju Društva. Od tada, NDNV broji više od 500 članova, a pokretač je i inicijative "Građanska Vojvodina". Danas NDNV uređuje informativni portal Autonomija, a 2010. godine u prostorijama NDNV je otvoren Medija centar Vojvodine. Pod okriljem NDNV-a deluje i Vojvođanski istraživačko-analitički centar (VOICE) koji predstavlja istraživački centar NDNV-a.
NDNV svake godine dodjeljuje Godišnju nagradu NDNV-a novinarima za novinarski doprinos demokratizaciji društva i promociji vrijednosti građanske Vojvodine.

## Predsjednici
| #  | slika | ime (rođen-preminuo)           | u uredu | u uredu    | napomena | napomena |
| -- | ----- | ------------------------------ | ------- | ---------- | -------- | -------- |
| 1. |       | Miodrag Mile Isakov (r. 1950.) | 1990.   | 1998.      | -        |          |
| 2. |       | Dimitrije Boarov (r. 1946.)    | 1998.   | 2000.      | -        |          |
| 3. |       | Petar Petrović (1949. – 2021.) | 2000.   | 2004.      | -        |          |
| 4. |       | Dinko Gruhonjić (r. 1970.)     | 2006.   | 2014.      | -        |          |
| 5. |       | Nedim Sejdinović (r. 1972.)    | 2014.   | 2019.      | -        |          |
| 6. |       | Norbert Šinković (r. 1985.)    | 2019.   | 2022       | -        |          |
| 7  |       | Slađana Gluščević              | 2022.   | Trenutačno |          |          |

## Vanjske poveznice
- Službene stranice